# Amazone aourou
Amazona amazonica
Espèce
Statut de conservation UICN

 LC  : Préoccupation mineure
Statut CITES
L'Amazone aourou (Amazona amazonica) ou amazone à ailes orange, est une espèce d'oiseaux de la famille des Psittacidae.

## Morphologie

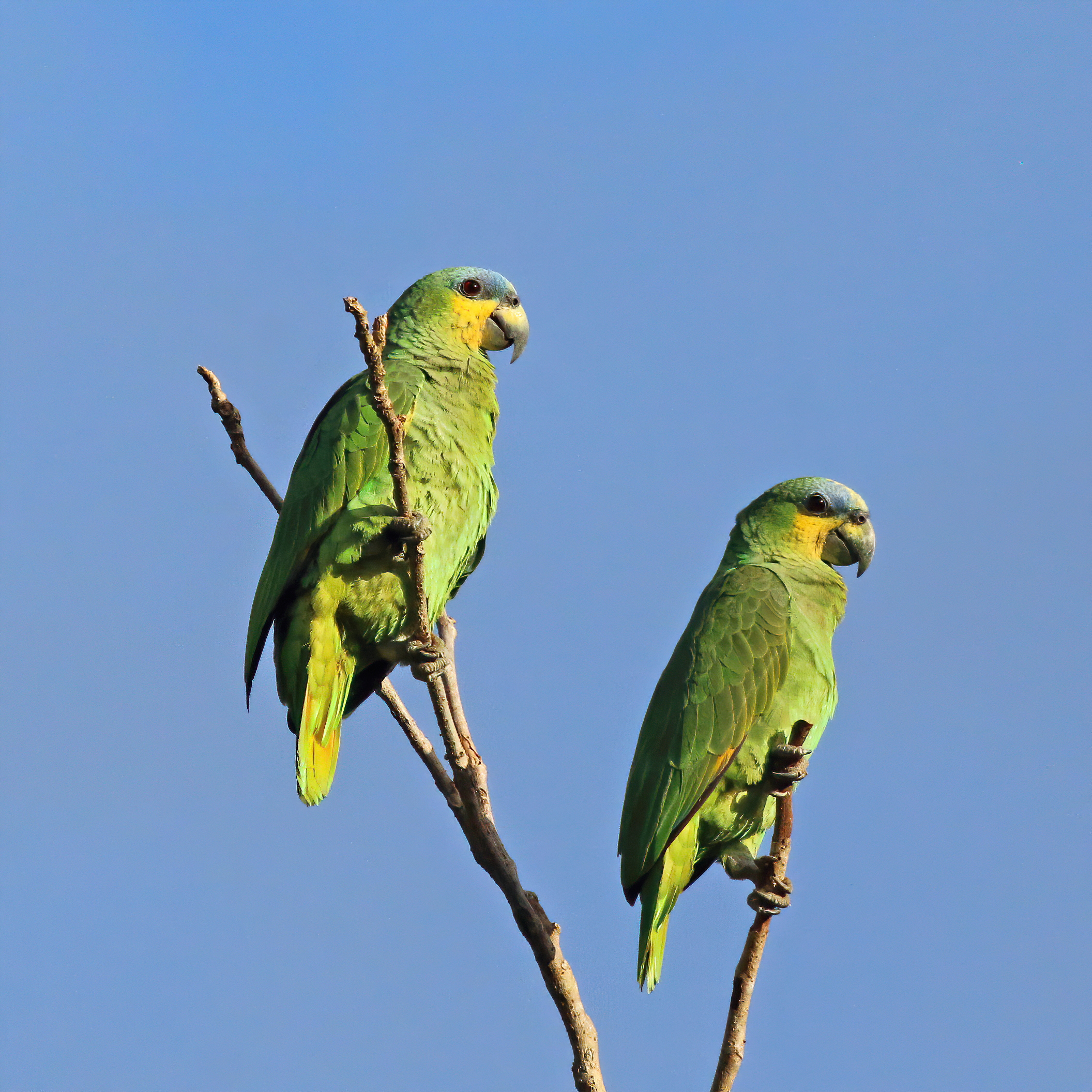
Amazona amazonica tobagensis à Tobago aux Antilles.

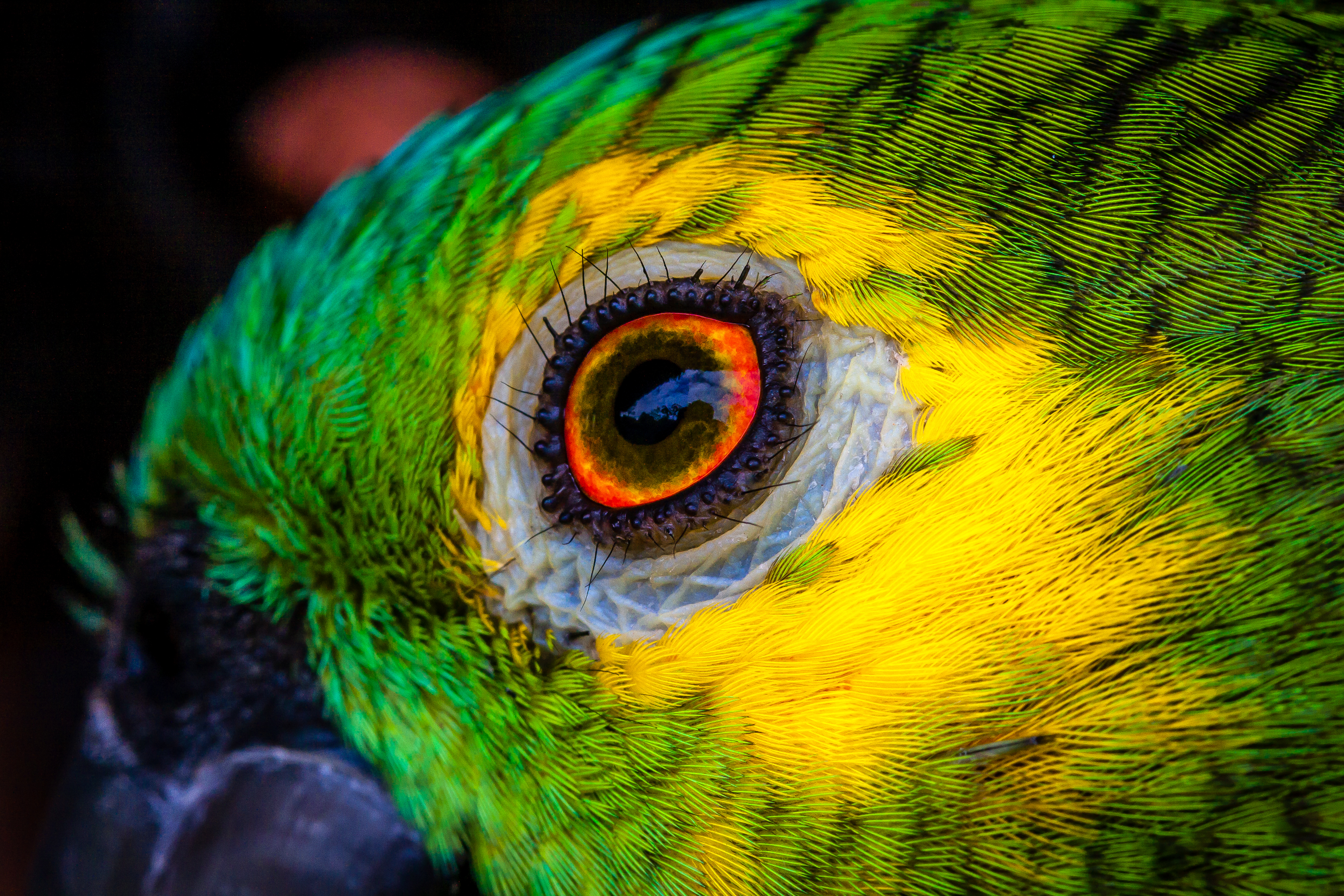
Un œil d'amazone aourou. L'animal habite dans le Parque Estadual do Jalapão au Brésil.

L'Amazone aourou mesure 32 à 33 cm de longueur, son plumage est à dominante verte. Il ne présente aucun dimorphisme sexuel. Il a le front et les lores bleus, du jaune sur la couronne et les joues et le spéculum de l'aile orange. Il présente une forme plus allongée que les autres espèces du genre.

## Comportement
Les amazones aourou sont des oiseaux bruyants. Ils mangent des fruits et des graines. Ils nichent dans les cavités des arbres et peuvent se réunir en groupe important sur leur site de nidification.
Les couvées se composent de 2 à 5 œufs blancs de forme ovale. la couvaison est assurée par la femelle pendant que le mâle se tient près du nid et nourrit la femelle. L'éclosion a lieu après 3 semaines de couvaison et les jeunes quittent le nid deux mois plus tard.

## Répartition et habitat
Cet oiseau vit dans la moitié nord de l'Amérique du Sud, de l'est des Andes au lac Maracaibo, le plateau des Guyanes et le centre-est du Brésil, à Trinité-et-Tobago (où vit la sous-espèce A. a. tobagensis qui est un peu plus grosse avec les ailes orangées) et la forêt atlantique.
Espèce commune en captivité, elle a été introduite dans de nombreux endroits où elle a fait souche. Introduite en 1989 en Martinique, sa population est en expansion sur les hauteurs de Fort-de-France, elle a également été introduite en 1990 en Guadeloupe et est également commune en Floride dans la région de Miami.

## Conservation
Bien que l'espèce soit commune, elle est persécutée pour plusieurs raisons : c'est un ravageur des cultures, on la capture pour être revendue comme animal de compagnie et c'est également un gibier apprécié.